# Paintepur
Paintepur é uma cidade e uma nagar panchayat no distrito de Sitapur, no estado indiano de Uttar Pradesh.

## Demografia
Segundo o censo de 2001, Paintepur tinha uma população de 11,182 habitantes. Os indivíduos do sexo masculino constituem 53% da população e os do sexo feminino 47%. Paintepur tem uma taxa de literacia de 50%, inferior à média nacional de 59.5%: a literacia no sexo masculino é de 54% e no sexo feminino é de 44%. Em Paintepur, 19% da população está abaixo dos 6 anos de idade.